# MaxDB
MaxDB est un système de gestion de base de données relationnel compatible ANSI SQL-92 de la société SAP, également distribué par la société MySQL AB de 2003 à 2007. MaxDB vise les larges environnements SAP.

## Historique
- en 1977 l'université de technologie de Berlin développe, en partenariat avec Nixdorf Computer AG, un moteur de stockage d'information de façon relationnelle.
- de 1981 à 1989, Nixdorf Computer AG commercialise ce moteur sous le nom de REFLEX, puis de DDB/4
- en 1989 le moteur est commercialisé par un SQL Datenbanksysteme GmbH sous le nom de SQL-DB Server
- en 1992 Software AG poursuit le développement sous le nom Adabas
- en 1994 SAP AG acquiert les droits de commercialisation d'Adabas D (la base Adabas relationnelle[3]) et s'en sert de base pour son ERP SAP R/3 sous le nom SAPDB.
- en 2003 à la suite d'un accord entre Oracle et SAP, pour l'utilisation d'Oracle en tant que base de données pour SAP R/3, SAP cède SAPDB à la société MySQL qui le publie sous une double licence opensource/commerciale sous le nom de MaxDB.
- en 2007 MySQL rétrocède le développement à SAP qui l'attribue à la communauté opensource SAP qui poursuit le développement.

## Versions
La version la plus actuelle est la version 7.8. Elle est développée par la communauté open source SAP, la version précédente 7.6 fut développée par MySQL, mais provoqua une levée de boucliers des utilisateurs en raison d'un grand changement du cœur, notamment de l'utilisation des tables "domain".

## Principales applications utilisant MaxDB
- SAP R/3
- Limbas
- EGroupWare

## Licence MaxDB
- Communautaire - Il s'agit d'une licence libre pour tous les cas n'entrant pas dans le cadre de la licence commerciale
- Commerciale - Celle-ci est nécessaire dans le cadre de l'utilisation conjointe avec une application commerciale SAP, ou dans le cadre de vente de système pré-configuré. (attention, cette liste est non exhaustive, c.f. Liens externes→licence MaxDB).